# Кубышка (сосуд)
Кубышка, кубыня, кубарь (от «куб») — русский глиняный сосуд, характерными признаками которого являются широкие бока при узком горле, пузатый сосуд с горлышком. Иногда имел ручку.
Использовались для хранения денег, из-за чего слово стало синонимом копилки.
Большое число кубышек встречается среди археологических находок как сосуды, используемые для кладов. «По форме и размерам имеют много вариаций, как правило чешуиные клады располагаются в маленьких кубышках, которые помещаются на ладони руки. Пятаковые клады как правило размещались в больших сосудах и горшках». «Благодаря своей форме они легко выдерживали большое давление, их можно было закапывать в землю или закладывать камнями, не боясь нечаянно разбить. К тому же им были не страшны ни вода ни пожар. Московские гончары делали чернолощёные кубышки, похожие на металлические. В Пскове, Новгороде, Смоленске была другая мода: там их покрывали поливой жёлтого или коричневого цвета. В глухих, удаленных от больших городов местах деревенские гончары делали „мини-сейфы“ просто из необожженной глины».

## Редкие варианты словоупотребления
Отмечается, что распространенное ныне словоупотребление было характерно для таких губерний, как Владимирская, Костромская, Самарская, Саратовская, Смоленская, Ярославская.
Однако редко встречалось как именование для другого типа ёмкости: деревянный дорожный сосуд в виде кружки с крышкой или бочонка для хранения чего-либо. У казаков-некрасовцев — синоним слова «ковш»; в Нижегородской губернии — то же, что солонка, выточенная из дерева, круглой формы; в Вятской губернии — то же, что стакан, небольшого размера, с крышкой.